# Zetos

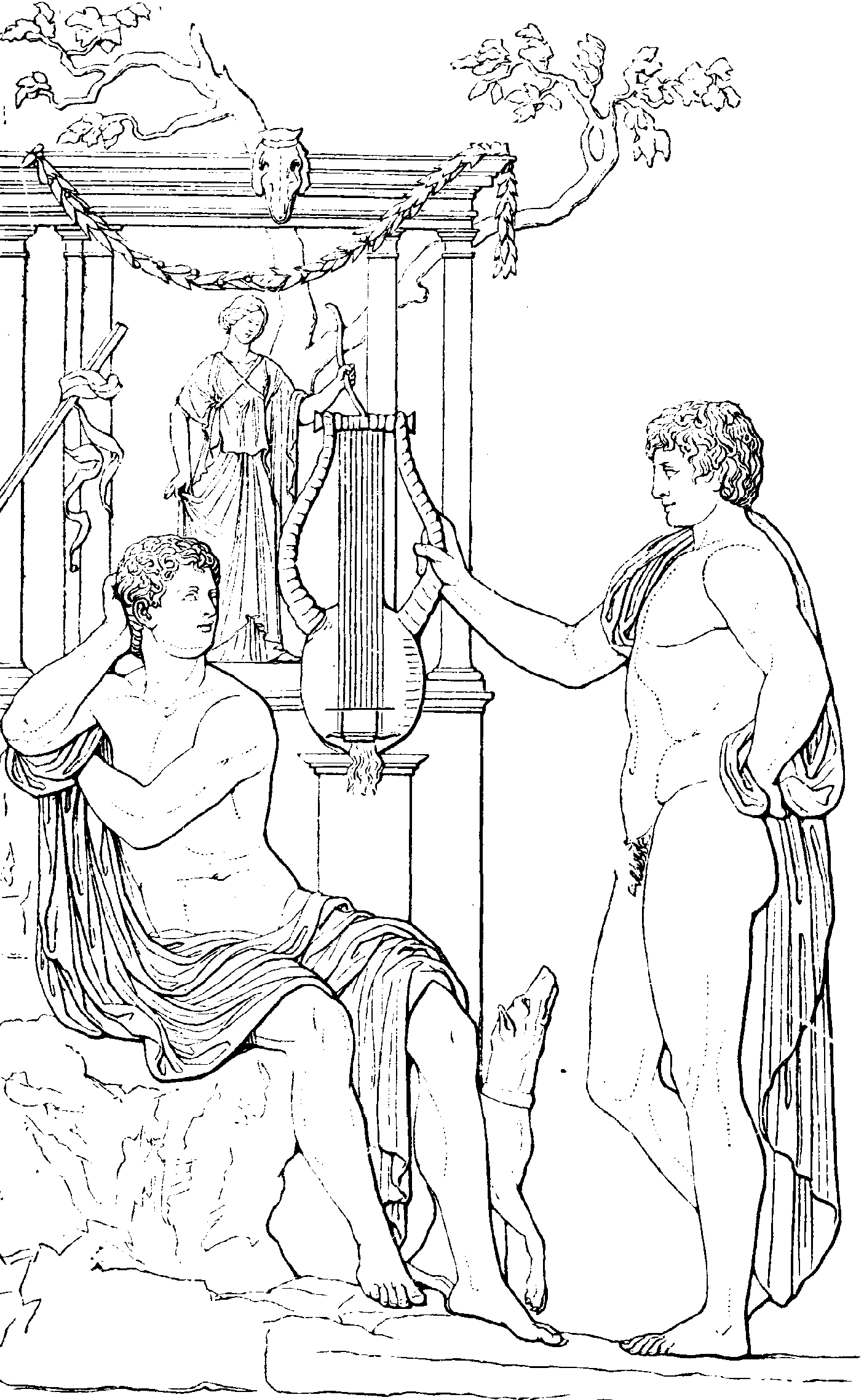
Amfíon i Zetos

D'acord amb la mitologia grega, Zetos (grec antic: Ζῆθος, gen.: Ζήθου) fou un heroi, fill de Zeus i d'Antíope.
Abandonat amb el seu germà Amfíon al peu del Citeró, compartí la mateixa sort d'aquest fins després d'alliberar la seua mare i venjar-se de Licos i de Dirce, que la tenien captiva.
Es casà amb Aèdon i fou pare d'Ítil (grec antic: Ἴτυλος) i de Nèide (grec antic: Νῆις -ιδος). Ensems amb el seu germà Amfíon va construir la muralla de la ciutat de Tebes.